# Máta Amritánandamaji

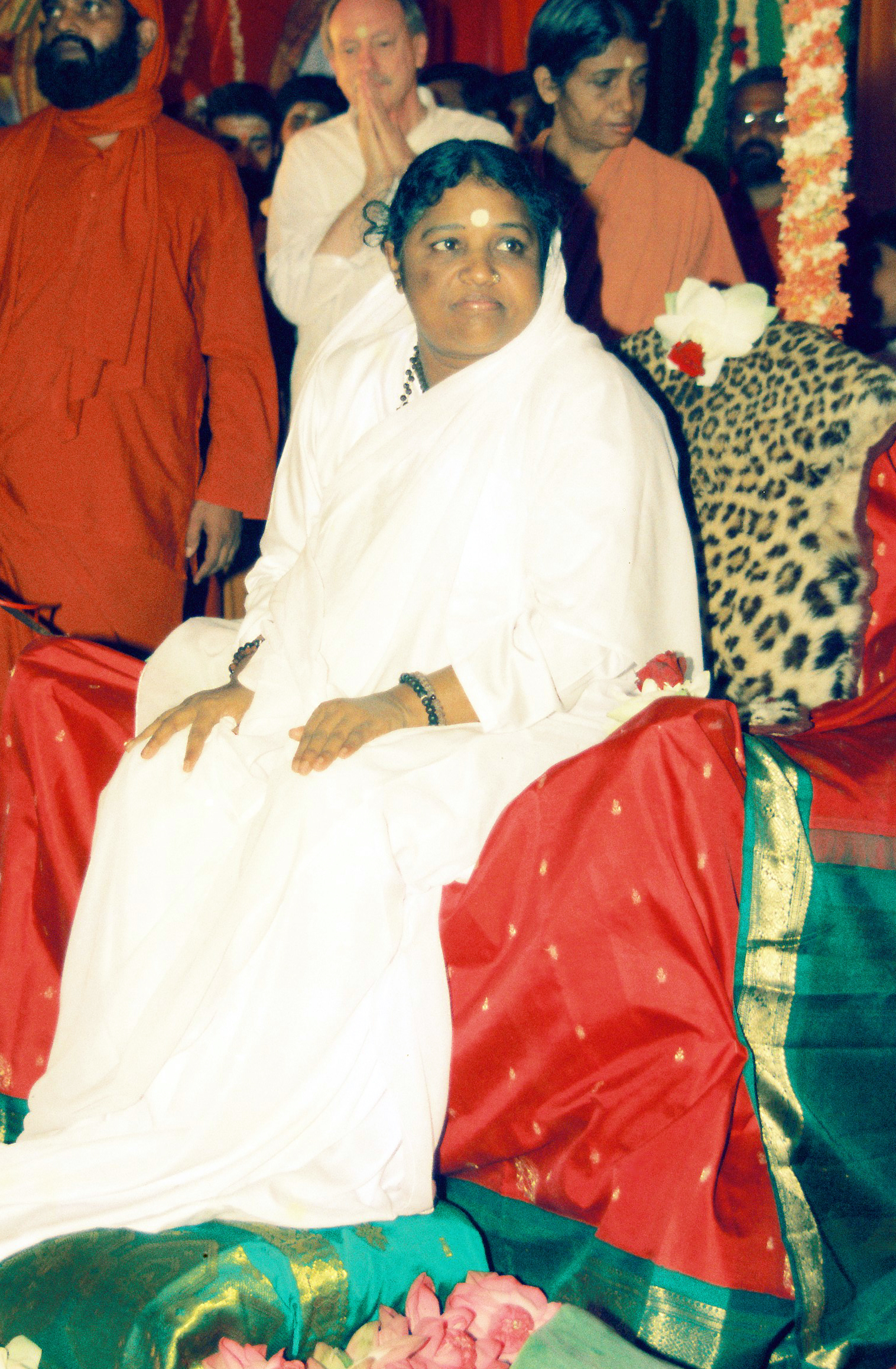
Ammá, Mata Amritanandamayi - 2010-ben

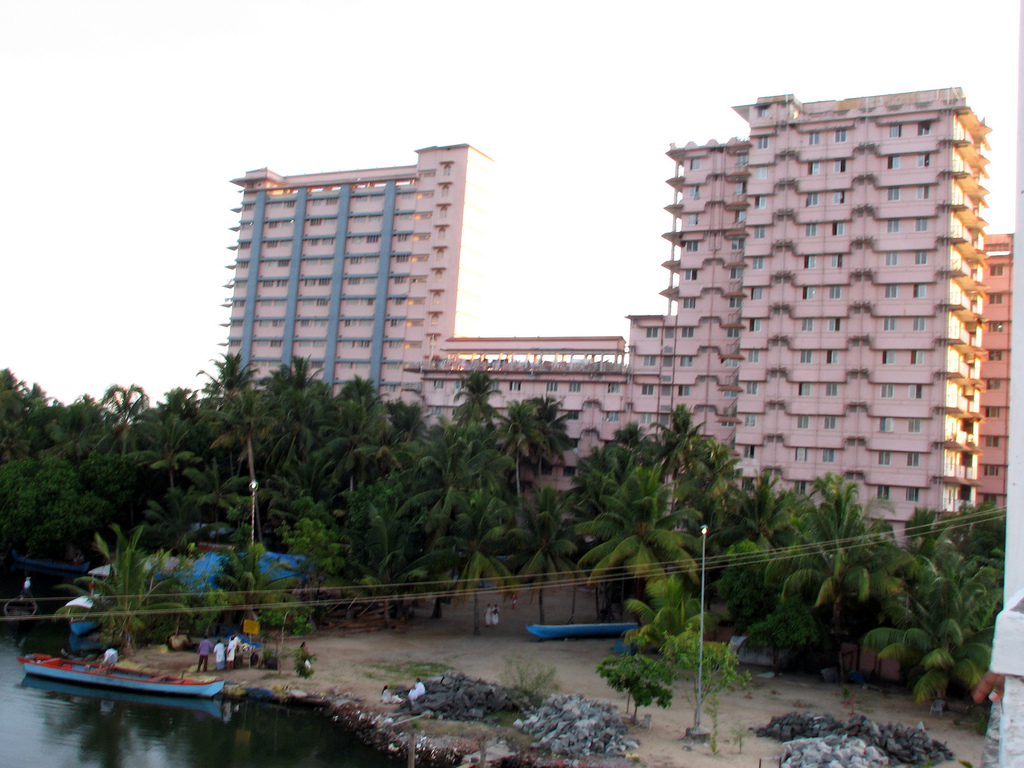
Ammá ásramjának épületei Amritapuriban (2008-ban)

Máta Amritánandamaji (Mātā Amṛtānandamayī Devi; dévanágari: माता अमृतानन्‍दमयी; malajálam: മാതാ അമൃതാനന്ദമയി) (Amritapuri, India, 1953. szeptember 27. –) indiai származású spirituális vezető és tanító, akit követői szentként tisztelnek.
Általánosan ismert neve: Amma (अम्मा, jelentése:anya), vagy Ammacsi (अम्माची = anyácska); egyéb nevén "az ölelő szent"nek is hívják, mert eddigi élete során már rengeteg (több mint 30 millió) embert ölelt meg.
Humanitárius aktivista, aki ismert a széles körben tevékenykedő jótékonysági szervezeteiről is.

## Élete és tevékenysége
Máta Amritánandamaji Dévi (születési nevén: Szudhámani Idamannel) egy kis halászfaluban született délnyugat –Indiában, Kerala államban. Szegény családból származott, gyerekkorában a ház körüli munkákat végezte, köztük a tehenek és a kecskék gondozását.
Korai éveiről Ammá azt vallja: „Gyermekkoromtól fogva azon töprengtem, miért kell az embereknek szenvedni a földön?”"  Megfogalmazása alapján szenvedésekkel találkozott maga körül; öregséggel, éhezéssel, betegséggel, lelki és testi fájdalmakkal.
Hosszú órákat töltött mély meditációban. Szülei és rokonai nem értették, hogy mi történik vele. Tudatlanságukból fakadóan dorgálni kezdték és ellenezték spirituális gyakorlatait. 
Ő azonban érintetlen maradt a kritikákkal és büntetésekkel szemben és képes volt a saját világában maradni. Ebben az időben a szabad ég alatt töltötte nappalait és éjszakáit, meditált, imádkozott, böjtölt és nemsokára látomásai is támadtak.
Önéletrajza alapján arra a felismerésre jutott, hogy életének küldetése felemelni a gyengélkedő embereket. Ekkor kezdte el spirituális küldetését, hirdetve a szeretetet és az együttérzést, fogadva mindenkit, akinek szüksége van rá.
```
Ettől kezdve, semmit nem látva önnön valómtól, Az 
egyetlen Egységtől
 különbözőnek, feloldódva az Isteni Anyában, lemondtam minden érzéki örömről.
 

Még ma is reszketek az örömtől, ha "
Anyám
" szavaira emlékezek: Óh kedvesem, gyere Hozzám, hagyj hátra minden egyéb munkát! Mindig az enyém vagy!
 

Az Anya így szólt: Kérd meg az embereket, hogy teljesítsék be a küldetésüket!
 

Ezért kijelentem az egész világnak a magasztos igazságot, amit Tőle hallottam: Óh ember, merülj el 
Önvalódba
!
 
[
6
]
```

Az emberek számára ő volt a testet öltött, játékos Krisna és híre gyorsan szétterjedt a közeli településeken is. A hozzá áramló emberek úgy érezték hogy különös, boldogító erő árad belőle. Az 1970-es évek közepére kialakult a híveiből a közössége.
Nemsokára már százával jöttek hozzá áldásért a követők.
1980-ban alapította meg első ásramját, azóta több épült a világban. Majd mind jobban megismerte őt India és a nagyvilág is.
1993-ban a hinduizmus egyik képviselője volt a chicagói világvallások parlamentjében.
A 2010-es években amritapuri ásramjában (Kerala, India) 3 000 embernek ad otthont. Itt rengetegen látogatják Indiából és a világ minden tájáról, hogy találkozzanak vele. Ásramja Ammá lélekgyógyító tevékenységén kívül az ájurvéda egyik központjaként is ismert.
Folyamatosan növekvő nemzetközi szervezetet működtet ′′Mata Amritanandamayi Math′′ jótékonysági alapítvány néven. Szervezete napjainkban évente több mint 2 millió embert lát el élelemmel. Árvaházakat, idősek otthonait, iskolákat tart fenn. Otthonokat épít hajléktalanok számára. Börtönviseltek rehabilitációjában ill. az öngyilkosságok megelőzésében nyújt segítséget. Számtalan humanitárius tevékenységet inspirál.
Amma az év nagy részét utazással tölti Indiában illetve a világ körül. Azt mondja: “Az egyetlen küldetésem, hogy kivétel nélkül mindenkit szeressek és szolgáljak."
1995-ben felépíttette Dél-India egyik legjobban felszerelt kórházát.
2002-ben Genfben megkapta az erőszakmentességért járó Gandhi–King-díjat.
A 2004 decemberi, Indiára és Sri Lankára lesújtó szökőár után, Ammá több mint 20.000 önkéntest mozgósított a szenvedők megsegítésére, 30.000 ember részére szervezett ideiglenes orvosi ellátást, szállást és ennivalót, valamint szervezete 22 millió dollárt adományozott a cunami által lerombolt házak újjáépítésére..

## Ammá tanítása

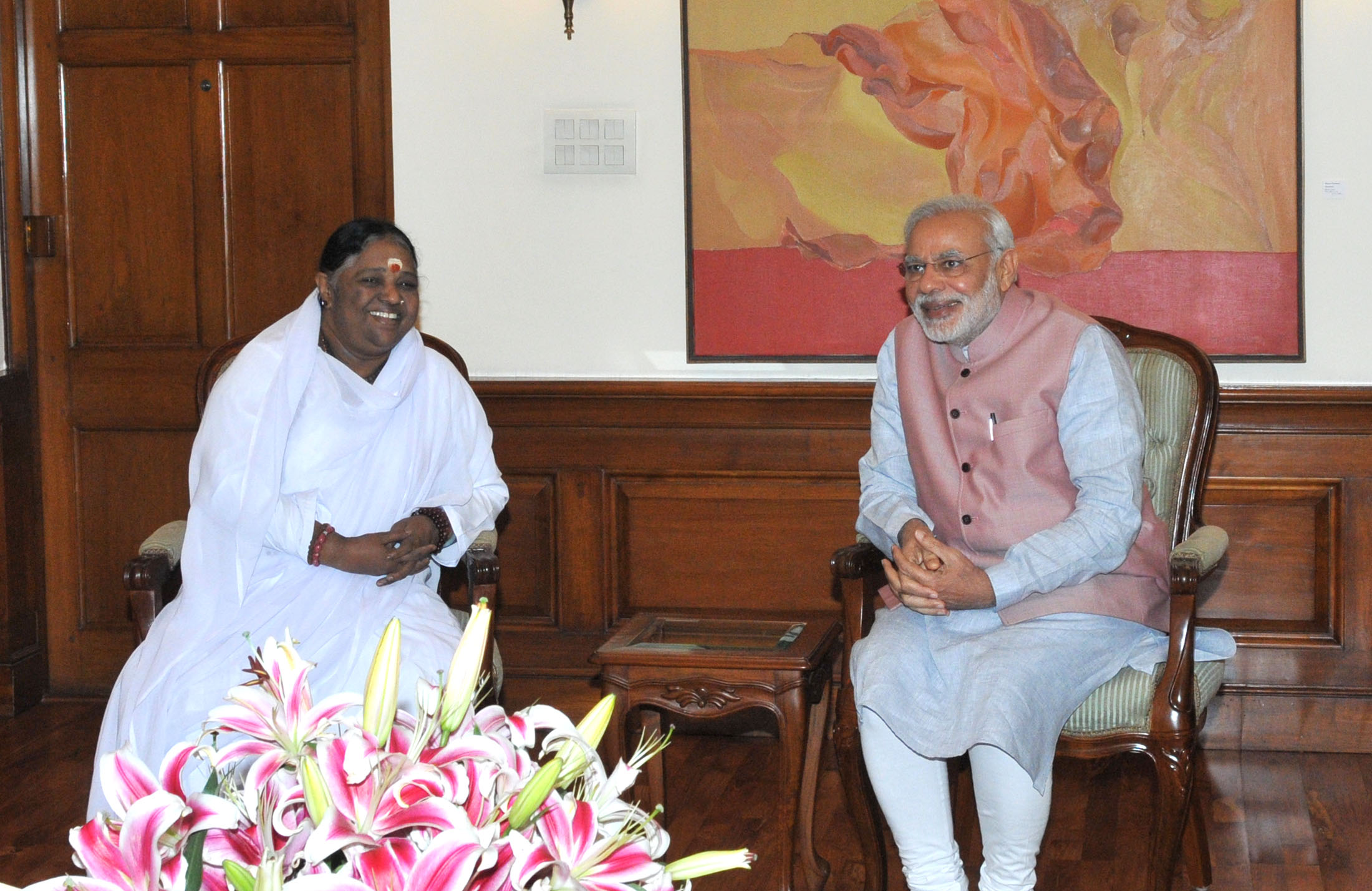
Ammá Narendra Modi indiai miniszterelnökkel 2015-ben

Ammá egyetlen vallást sem részesít előnyben. Amikor megkérdezik tőle, milyen vallású, mindig azt válaszolja: “Az én hitvallásom a szeretet és mások szolgálata.” 
Saját példáján keresztül ösztönzött ezreket a világ minden tájáról, hogy az önzetlen szolgálat ösvényén járjanak, és kimutassák együttérzésüket valamennyi létező iránt.
"Ha valaki beleesik egy mély gödörbe, akkor vajon az a helyes, hogy elsétálunk mellette és azt mondjuk: „ Nincs mit tenni!” Nem! Az a kötelességünk, hogy segítsünk neki kimászni a gödörből!" 
„Az emberek kétféle szegénységet ismernek. Az egyik az élelem, ruházat és fedél hiánya, a másik az a szegénység, ami a szeretetet és az együttérzést nélkülözi. A második az, amit fontosabb kielégíteni, mert ha a szívünk a helyén van, akkor teljes erőnkkel fogjuk támogatni azokat, akiknek nem jutott elegendő élelem, ruházat és fedél a fejük felé.”
Szerinte „A szeretet az egyetlen orvosság, ami képes begyógyítani a világ sebeit. Ebben az univerzumban a szeretet az, ami összeköti az embereket. Ha ezt felismerjük magunkban, a diszharmónia eltűnik és állandó béke lesz a jutalmunk.” 

„Ne várjuk el, hogy mások változzanak meg elsőként; ha mi magunk megváltozunk, mások is változni fognak.”
Ammá folyamatosan hangsúlyozza, hogy életünk valódi célja az, hogy felismerjük, kik is vagyunk valójában. Azt mondja: 
“Amint megtapasztaljuk Önvalónkat, az életünk teljessé válik, nem lesz többé semmi, amit meg akarnánk szerezni. Életünk akkor válik teljessé, tökéletessé.”

## Díjai, kitüntetései
2002-ben Indiában az Év Karma jógija címet kapta. Ugyanez évben megkapta The World Movement for Non Violence (Az Erőszakmentes Világmozgalom) (ENSZ, Genf) által a Gandhi-King-díjat.
2005-ben Londonban megkapta a Mahatma-díjat, majd New Yorkban a James Parks Morton Interfaith dijjal tüntették ki a humanitárius tetteiért.
2007-ben a Cinéma Vérité-díjat vette át Sharon Stone-tól Párizsban, a "Béke és harmónia a világban" megteremtésért tett erőfeszítéseiért.
2010-ben a State University of New York Buffalo-i egyetemén díszdoktori címmel tüntették ki.
2012-ben a brit Watkins Books könyvesbolthálózat a világ 100 legbefolyásosabb, élő spirituális személyisége közé sorolta.
2013-ban a hindu parlament Tiruvananthapuramban az első Vishwaretna Purskar-díjat (Gem of the Word Award) ítélte oda neki.
2014-ben az amerikai Huffington Post az 50 legbefolyásosabb női vallási vezető közé választotta.

## Filmek róla
- A Day With Mother (Egy nap az Anyával), 1991
- Amma's Ashram (Amma ásramja) - német dokumentumfilm, 1997
- River of Love: A Documentary Drama on the Life of Ammachi, (A szeretet áramlata - dokumentumfilm), 1999
- Louis Theroux's Weird Weekends, in "Indian Gurus", BBC, 2000
- Darshan: The Embrace (Darshan - az isteni ölelés) - francia dokumentumfilm, 2005
- In God's Name (Isten nevében) - amerikai dokumentumfilm, 2007
- The Science of Compassion (Az együttérzés tudománya) - indiai dokumentumfilm, 2016

## Könyvek róla és tőle
- Ethan Walker III: A Pilgrim's Guide To Amma: A Field Handbook For the How and Why Of Being with Mata Amritanandamayi
- Ted Zeff PH.D.: Amma: Inspiring Experiences with the Divine Mother
- Ram Das Batchelder: Rising in Love: My Wild and Crazy Ride to Here and Now, with Amma, the Hugging Saint
- Janine Canan: Messages from Amma: In the Language of the Heart
- Judith Cornell: Amma: Healing the Heart of the World
- Swamini Krishnamrita Prana: Sacred Journey
- Swamini Krishnamrita Prana: Torrential Love
- Swamini Krishnamrita Prana: The Fragrance of Pure Love
- Gretchen Kusuma McGregor: In the Shelter of Her Arms
- Swami Amritaswarupananda: Ammachi: A Biography of Mata Amritanandamayi
- Swami Purnamritananda Puri: Unforgettable Memories
- Swami Paramatmananda Puri: On The Road To Freedom: A Pilgrimage In India
- Swami Ramakrishnananda Puri: The Blessed Life
- Swami Amritaswarupananda: From Amma's Heart - Conversations with Sri Mata Amritanandamayi Devi
- Mata Amritanandamayi Devi and Swami Amritaswarupananda Puri: Cultivating Strength And Vitality
- Mata Amritanandamayi and Swami Amritaswarupananda: Awaken, Children! Dialogues With Sri Sri Mata Amritanandamayi
- Karuna J. Poole and Karuna Poole: Getting to Joy: A Western Householder's Spiritual Journey with Amma (Mata Amritanandamayi)
- M.A. Center and Amma: For My Children
- Mata Amritanandamayi Devi: 108 Quotes On Love
- M.A. Center and Amma: Puja: The Process Of Ritualistic Worship